# Pokal Nogometne zveze Slovenije 2021-2022
La Pokal Nogometne zveze Slovenije 2021./22. (in lingua italiana: Coppa della federazione calcistica slovena 2021-22), denominata come Pokal Pivovarna Union 2021./22. per motivi di sponsorizzazione, fu la trentunesima edizione della coppa nazionale di calcio della Repubblica di Slovenia.
A vincere fu il Koper, al suo quarto titolo nella competizione.

Questo successo diede ai giallo-blu l'accesso al secondo turno di qualificazione della UEFA Europa Conference League 2022-2023.
Vi furono 7 capicannonieri con 2 reti ciascuno:
- Gregor Bajde e Martin Kramarič (Bravo)
- Tjaš Begić (Celje)
- Senijad Ibričić (Domžale)
- Lamin Colley (calciatore 1993) e Kaheem Parris (Koper)
- Marko Božić (Radomlje)

## Partecipanti
A causa della pandemia del coronavirus non sono state completate le 9 coppe inter–comunali 2020-21, quindi nella Coppa di Slovenia 2021-22 non sono state ammesse squadre delle categorie inferiori.

A partecipare in questa edizione vi sono le 10 squadre della 1. SNL 2020-2021 e le prime due della 2. SNL 2020-2021.

### 1. SNL 2021-2022
- Aluminij
- Bravo
- Celje
- Domžale
- Koper
- Maribor
- NŠ Mura
- Olimpia Lubiana
- Radomlje
- Tabor Sežana

### 2. SNL 2021-2022
- Gorica
- Krka

### Calendario
| Turno       | Date                 | Partite | Club   |
| ----------- | -------------------- | ------- | ------ |
| Primo turno | 15-16 settembre 2021 | 4       | 12 → 8 |
| Quarti      | 27-28 ottobre 2021   | 4       | 8 → 4  |
| Semifinali  | 20-21 aprile 2022    | 2       | 4 → 2  |
| Finale      | 11 maggio 2022       | 1       | 2 → 1  |

## Primo turno
Al primo turno partecipano 8 squadre: 6 provenienti dalla 1. SNL 2020-2021, che non si sono qualificate per le competizioni europee, e prima e seconda classificate nella 2. SNL 2020-2021: Radomlje e Krka.
| Squadra 1         | Risultato | Squadra 2 |
| ----------------- | --------- | --------- |
| 15 settembre 2021 |           |           |
| Tabor Sežana      | 0 – 2     | Celje     |
| Radomlje          | 2 – 1     | Krka      |
| 16 settembre 2021 |           |           |
| Gorica            | 0 – 2     | Bravo     |
| Aluminij          | 1 – 2     | Koper     |

## Quarti di finale
Ai quarti di finale partecipano 8 squadre: 4 vincenti il primo turno e 4 provenienti dalla 1. SNL 2020-2021, che si sono qualificate per le competizioni europee (NŠ Mura, Maribor, Olimpia Lubiana e Domžale). Il sorteggio è stato effettuato il 22 settembre 2021.
| Squadra 1       | Risultato             | Squadra 2 |
| --------------- | --------------------- | --------- |
| 27 ottobre 2021 |                       |           |
| Radomlje        | 0 – 0 (dts) (3-4 dtr) | Celje     |
| NŠ Mura         | 1 – 1 (dts) (2-3 dtr) | Bravo     |
| Olimpia Lubiana | 0 – 1                 | Koper     |
| 28 ottobre 2021 |                       |           |
| Maribor         | 1 – 2                 | Domžale   |

## Semifinali
Il sorteggio è stato effettuato il 22 dicembre 2021.
| Squadra 1      | Risultato | Squadra 2 |
| -------------- | --------- | --------- |
| 20 aprile 2022 |           |           |
| Bravo          | 3 – 2     | Domžale   |
| 21 aprile 2022 |           |           |
| Koper          | 1 – 0     | Celje     |

## Finale
| Arbitro: | Slavko Vinčić (Maribor) |

| |            | |
| Colley 70’, 84’ Kotnik 73’ | Marcatori  | 83’ Bajde |
| Adam Bručić Žužek Rajčevič Novoselec (60' Kotnik) Izata (89' Đira) Tičić (89' Guberac) Balta Colley (77' Šušnjara) Parris (77' Jašaragič) Osuji | Formazioni | Orbanić Trontelj Milić (77' Sever) Jakšić Kavčič Kramarič Simon Kirm (46' Kurtovič) Križan Maružin (71' Bajde) Marjanac (65' Memić) |
| Zoran Zeljkovič | Allenatori | Dejan Grabić |